# Каартойоки (остановочный пункт)
Ка́артойо́ки (фин. Kaartojoki) — бывший остановочный пункт, а ранее — финский разъезд на 362,05 км перегона Райконкоски — Лоймола линии Маткаселькя — Суоярви нынешней Октябрьской железной дороги. Находится на территории урочища Каартойоки Лоймольского сельского поселения Суоярвского района Республики Карелия.

## История
Участок Маткаселькя — Лоймола, где впоследствии был организован разъезд Каартойоки, был открыт 15 декабря 1920 года. Основной задачей было соединить железной дорогой восточные приграничные с СССР земли с центральной Финляндией. Участок 
Лоймола — Суоярви был открыт только 1 января 1924 года. А конечный пункт — станция Найстенъярви — 16 октября 1927 года.

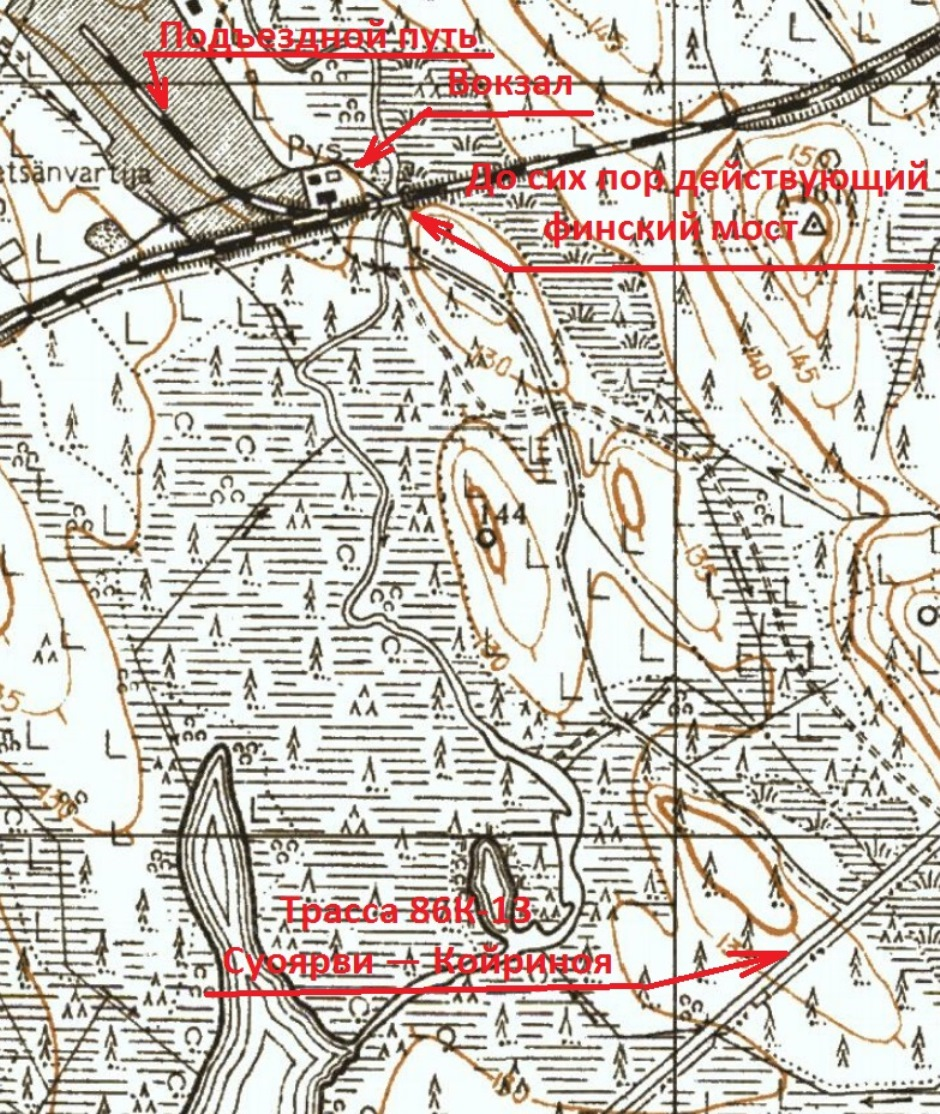
План Каартойоки, 1942 год.

Разъезд упрощённого назначения Kaartojoki был организован 22 мая 1932 года. Предназначение его было — погрузка и транспортировка леса. Полезная длина его единственного бокового пути была всего 450 метров, так что обслуживать разъезд мог исключительно короткие грузовые лесовозные составы. От восточной горловины разъезда в северо-западном направлении отходил подъездной путь длиной около 0,4 км, вдоль которого была погрузочная площадка для отгрузки и последующей транспортировки леса.
После Великой Отечественной войны и передачи территории СССР разъезд не восстанавливался. Последнее упоминание об остановочном пункте Каартойоки встречается в Атласе железных дорог СССР за 1968 год.
В настоящее время (2019 год) возле бывшего разъезда сохранилось множество фундаментов от домов бывшего посёлка, в том числе и от бывшего станционного здания.

## Галерея

Остановочный пункт Каартойоки
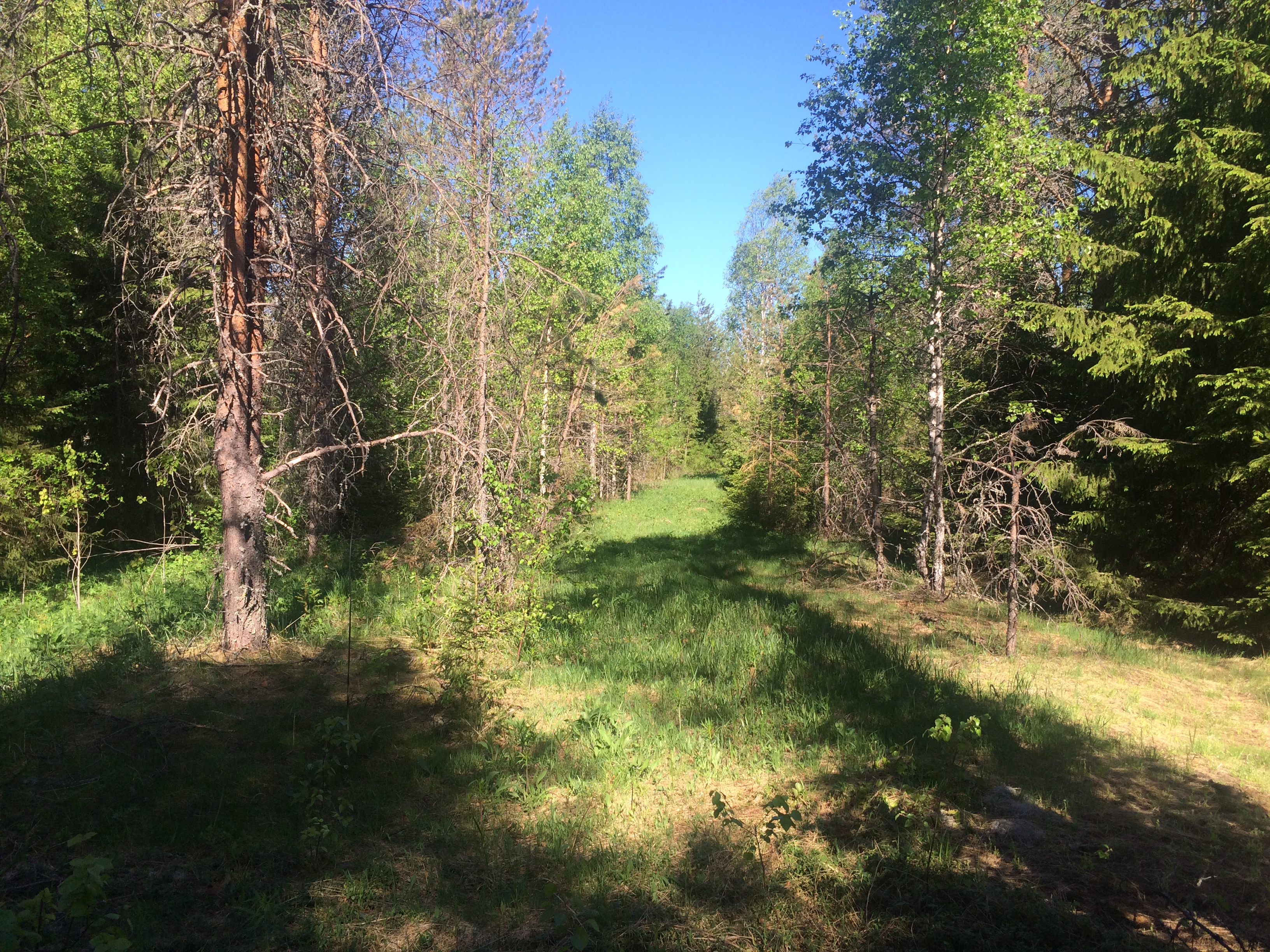
Полотно подъездного пути. Вид на северо-запад.
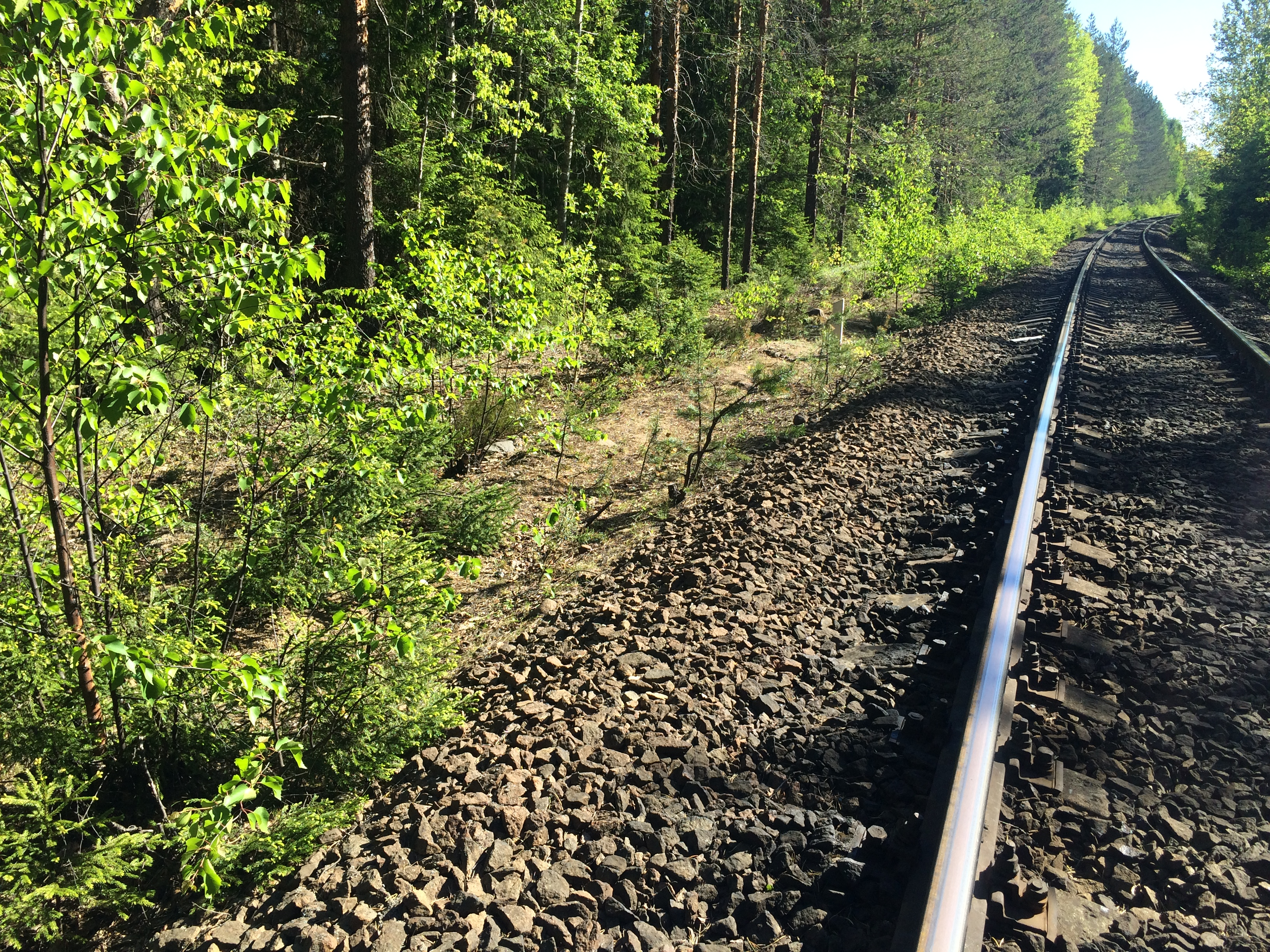
Разобранный боковой путь. Вид в сторону Лоймолы.
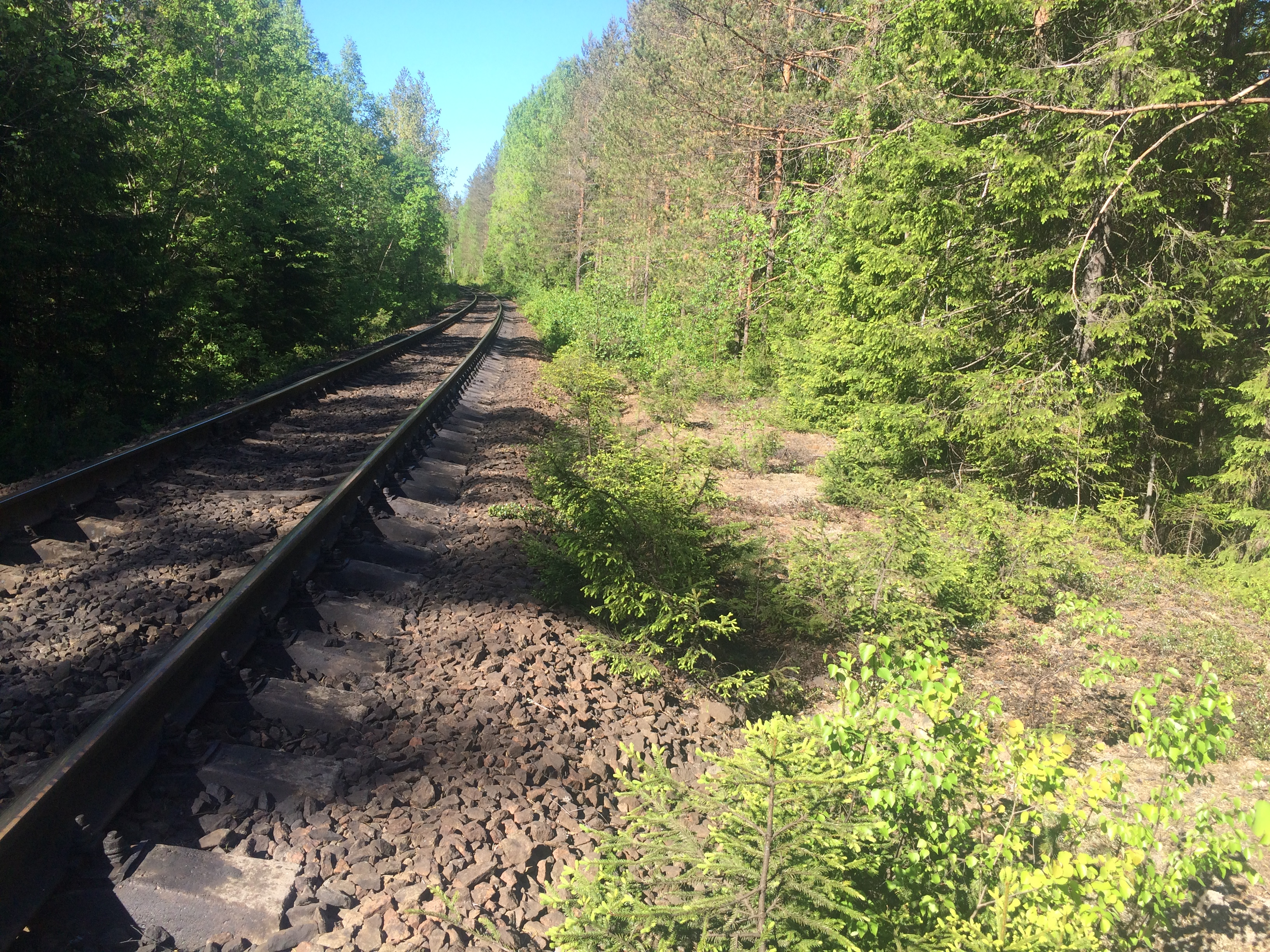
Разобранный боковой путь. Вид в сторону Райконкоски.
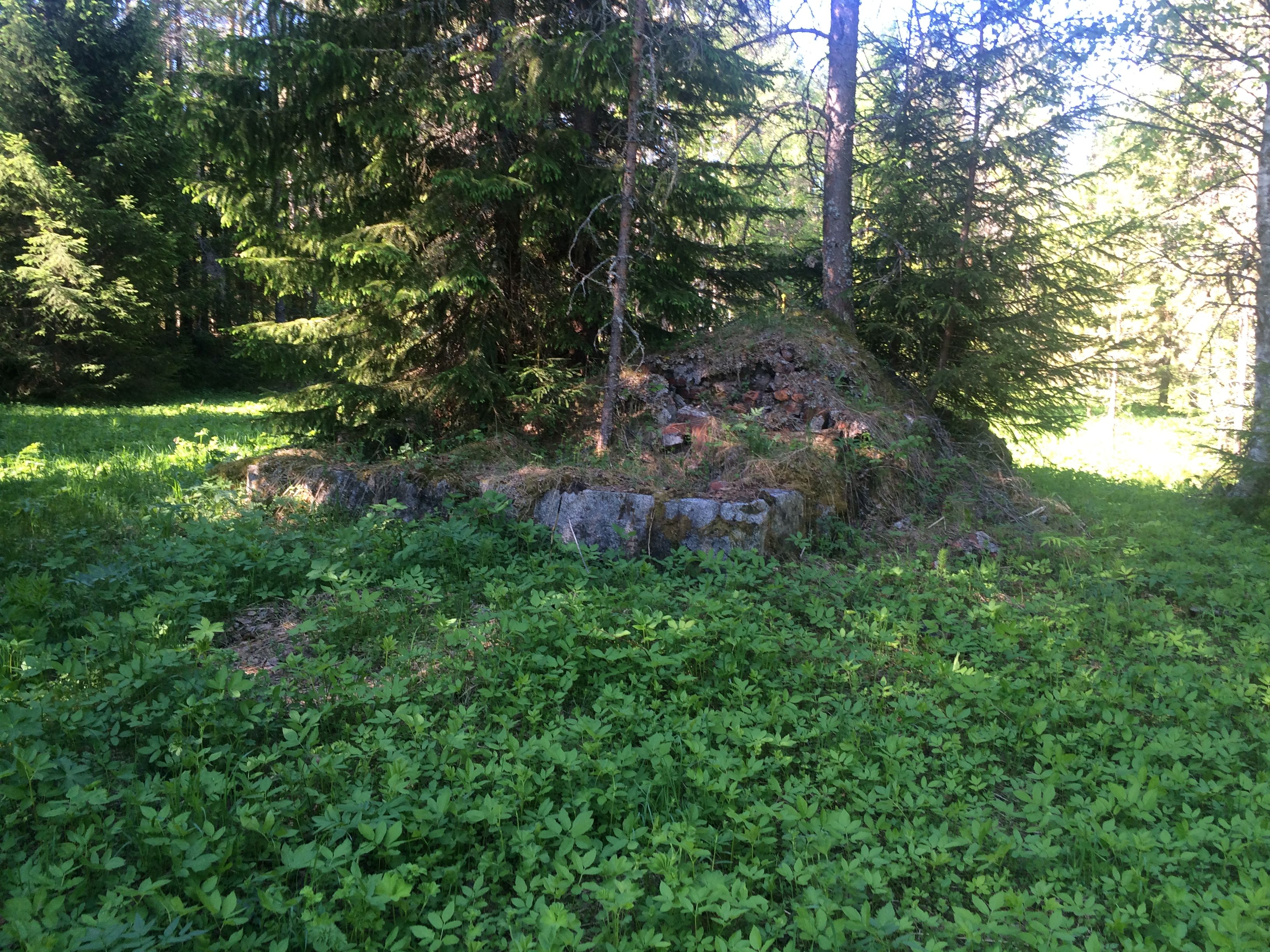
Фундамент 1.
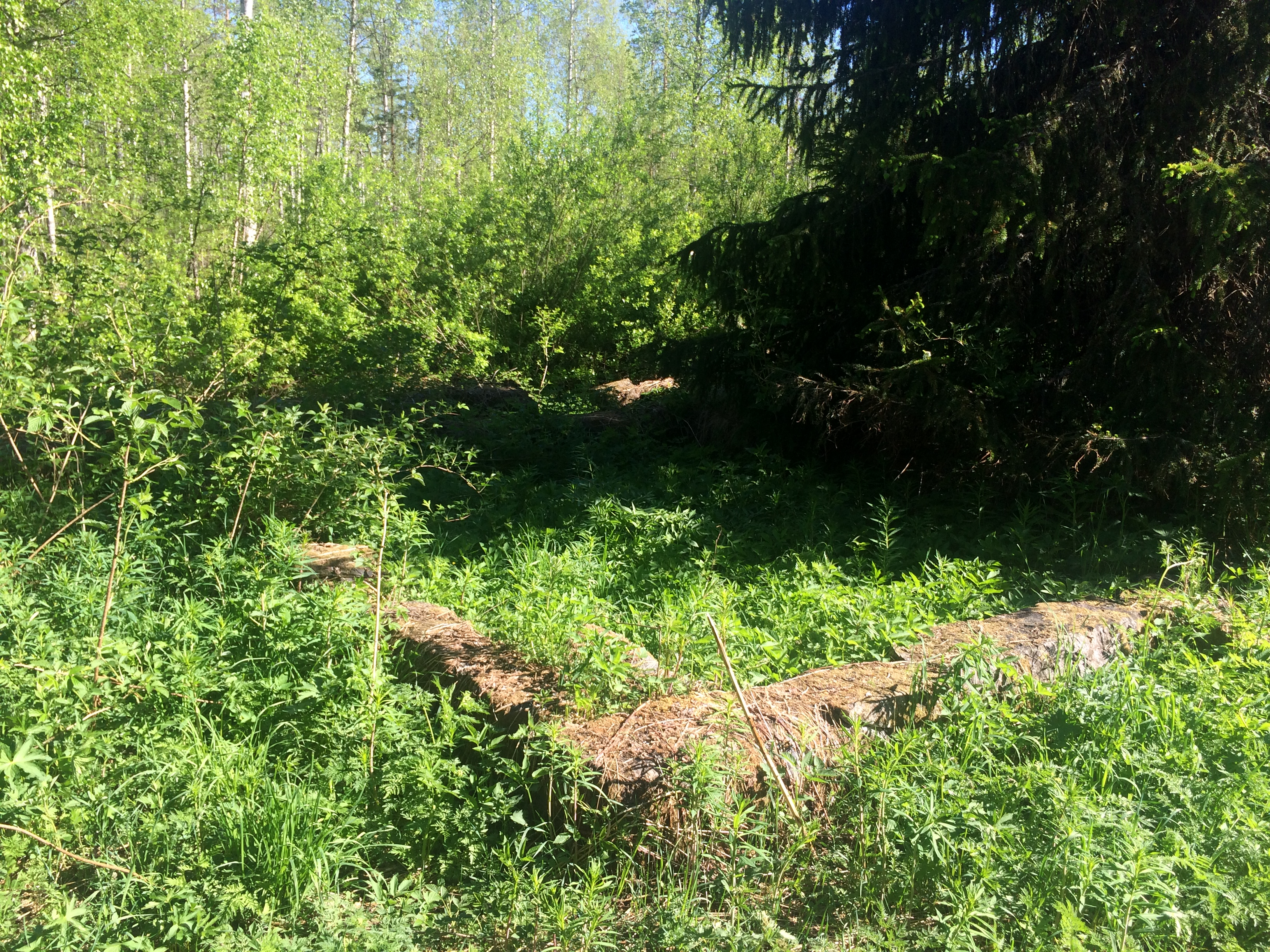
Фундамент 2.
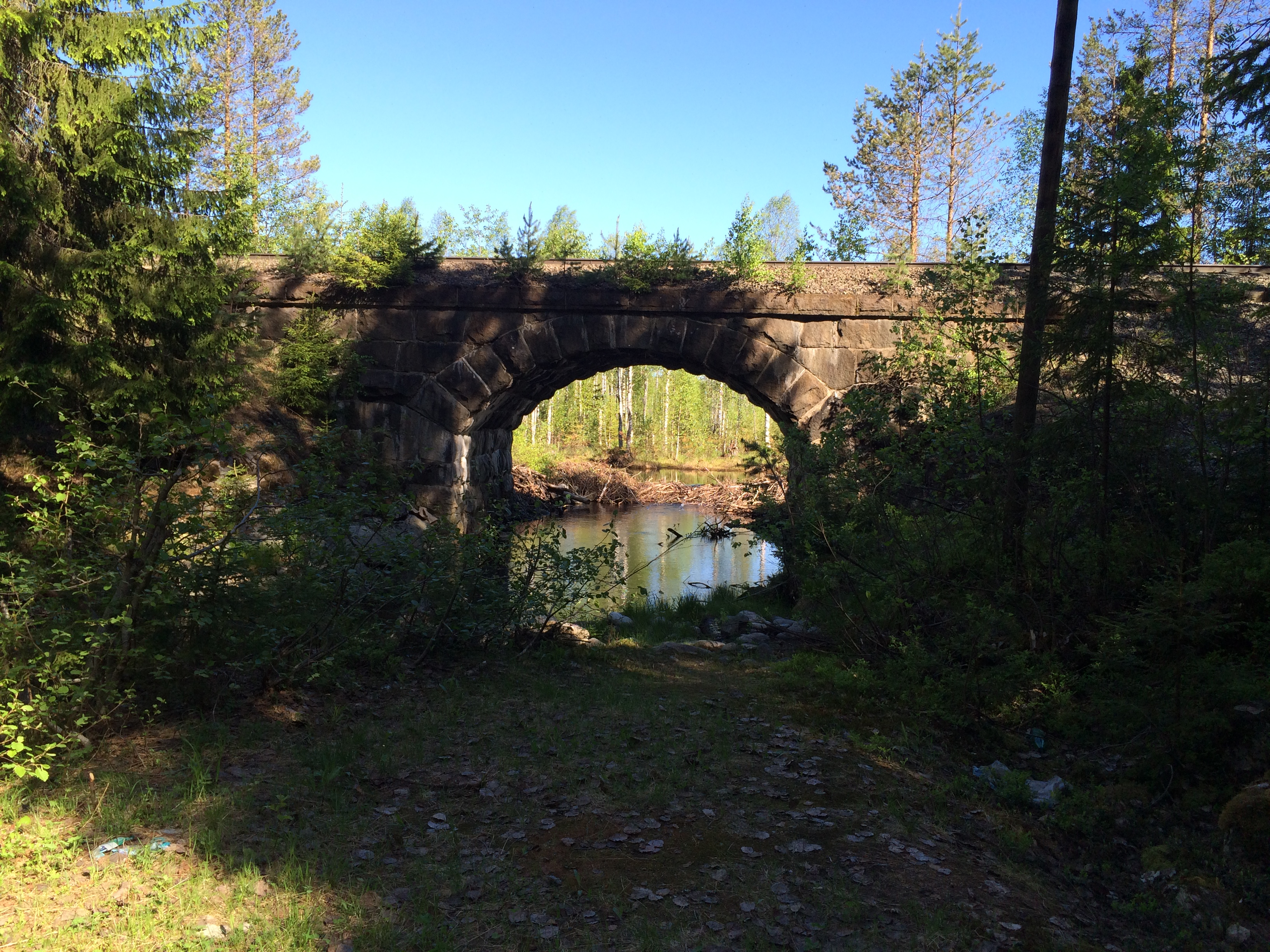
Финский мост через реку Каартойоки.